# Mieczysław Garsztka
Mieczysław Sylwester Garsztka (ur. 31 grudnia 1896 w Bydgoszczy, zm. 10 czerwca 1919 we Lwowie) – podporucznik pilot Armii Cesarstwa Niemieckiego i Wojska Polskiego, as myśliwski lotnictwa niemieckiego z czasów I wojny światowej, kawaler Orderu Virtuti Militari.

## Życiorys

### Młodość i służba w Armii Cesarstwa Niemieckiego
Był synem Józefa, lekarza. Naukę rozpoczął w Bydgoszczy, a kontynuował w Düsseldorfie i Wiesbaden, gdzie uzyskał maturę. Zamierzał studiować medycynę, jednak po wybuchu wojny został 27 listopada 1915 powołany do Armii Cesarstwa Niemieckiego. Początkowo służył w piechocie na froncie zachodnim – w 110 pułku piechoty z Wiesbaden, następnie 87. Pasawskim pułku piechoty. Zdał egzamin na chorążego (niem. Fähnrich), po czym ukończył szkołę oficerską, otrzymując 24 kwietnia 1917 stopień podporucznika (niem. Leutnant). Dowodząc kompanią w I batalionie 87 pułku na froncie zachodnim, został lekko ranny. Został wtedy odznaczony Krzyżem Żelaznym II klasy. W sierpniu Garsztka złożył prośbę o przeniesienie do lotnictwa i w listopadzie 1917 został skierowany do szkoły lotniczej w Ławicy, następnie na kurs pilota myśliwskiego w Nivelles. Po ich ukończeniu, 7 czerwca 1918 został przydzielony do 31 Eskadry Myśliwskiej (niem. Jagdstaffel 31), stacjonującej na lotnisku Saint Loup w Szampanii. Początkowo latał tam na myśliwcach Albatros D.V, następnie na nowoczesnych Fokker D.VII.
Kariera lotnicza Mieczysława Garsztki była krótka, ale obiecująca jak na młodego pilota. 16 lipca 1918 zestrzelił on pierwszy samolot w walce powietrznej – francuski myśliwiec SPAD. 18 września zestrzelił brytyjski myśliwiec S.E.5a i bombowiec DH-9, a 25 września następny DH-9. Następnego dnia strącił brytyjski myśliwiec Sopwith Camel z 208. Dywizjonu, a 30 września swój ostatni – szósty samolot S.E.5a z 92. Dywizjonu. 2 października w walce z Camelami 46. Dywizjonu Garsztka został zestrzelony i ranny, lecz zdołał wylądować na uszkodzonym samolocie (prawdopodobnie zwycięzcami było trzech asów: Donald MacLaren, James Leith i Cyril Sawyer). Skierowany do szpitala na tyły, a potem urlop zdrowotny do domu, nie wziął już udziału w działaniach wojny. Garsztka był jedynym pilotem Jasta 31, który zestrzelił co najmniej 5 samolotów, co według klasyfikacji alianckiej, dawało lotnikowi tytuł asa. 25 września 1918 został odznaczony Żelaznym Krzyżem I klasy.

### Służba w Wojsku Polskim
Po zakończeniu wojny i odrodzeniu państwa polskiego, Mieczysław Garsztka przedarł się przez ówczesną granicę z Bydgoszczy do Polski i 7 grudnia 1918 wstąpił w Warszawie do nowo formującego się lotnictwa polskiego. Jako jeden z niewielu pilotów znających obsługę niemieckich samolotów, został skierowany do Wojskowej Szkoły Lotniczej w Warszawie w charakterze instruktora, przeszkalającego polskich lotników z innych armii. Skierowany do Poznania po wybuchu powstania wielkopolskiego, prawdopodobnie wziął udział w zajęciu lotniska Ławica. Od stycznia do kwietnia 1919 służył ponownie jako instruktor. 6 lutego 1919 Naczelny Wódz mianował go z dniem 1 grudnia 1918 pilotem. W tym czasie, toczył się konflikt polsko-ukraiński. Po wielokrotnych prośbach o przeniesienia na front, 8 maja 1919 został skierowany do 7 eskadry lotniczej we Lwowie. Od 10 maja do 7 czerwca odbył jako pilot 16 lotów bojowych, głównie rozpoznawczych dwumiejscowym samolotem rozpoznawczym LVG C.VI, z tego 13 w maju. Często latał z obserwatorem por. Kazimierzem Swoszowskim. 11 maja i 13 maja ostrzeliwał nieskutecznie ukraiński balon obserwacyjny, a 12 maja wziął udział w grupowym locie na bombardowanie stanowiska balonu. 14 maja trzykrotnie bombardował pozycje nieprzyjacielskie, wraz z innymi maszynami. 20 maja jego samolot LVG został uszkodzony i musiał przymusowo lądować.
10 czerwca 1919 Mieczysław Garsztka poniósł śmierć w katastrofie, oblatując we Lwowie świeżo wyremontowany, pozostawiony przez Austriaków ex-rosyjski myśliwiec SPAD VII. Przyczyną wypadku było zerwanie się płótna z prawego skrzydła.
Stanisław Pietruski z 6 eskadry opisał go we wspomnieniach:
...Latał bardzo dobrze i był bardzo koleżeński. Wprowadził do nas zwyczaj latania w monoklu. Sztuka polegała na tym by pilot siadając do maszyny nie zakładał okularów ale wkładał monokl i jeżeli rzeczywiście jest dobrym pilotem, miał w nim zrobić cały lot. Wymagało to ogromnego spokoju i opanowania odruchów, bo przy jakimś nieobliczalnym ruchu głowy monokl po prostu wypadał z oka. Zwyczaj ten prędko się u nas skończył, bo nasi nerwowo nie wytrzymywali kupowania ciągle nowych monokli. Garsztka był jednak w tym mistrzem. Zrobił z nim kilka lotów i nigdy mu monokl nie wyfrunął.

## Ordery i odznaczenia
- Krzyż Srebrny Orderu Wojskowego Virtuti Militari nr 8135 – pośmiertnie 27 lipca 1922[4][5]
- Polowa Odznaka Pilota – pośmiertnie 11 listopada 1928 roku „za loty bojowe nad nieprzyjacielem w czasie wojny 1918-1920”[6]
- Krzyż Żelazny I Klasy – 25 września 1918, Prusy
- Krzyż Żelazny II Klasy – Prusy